# Bredni Roque Mendoza
Bredni Roque Mendoza (Pinar del Río, Cuba, 11 de noviembre de 1987) es un atleta cubano naturalizado mexicano, especializado en halterofilia. Representó a México en los Juegos Olímpicos de Río 2016, quedando en el cuarto sitio en la categoría -69 kg. Obtuvo una medalla de plata para México en los Juegos Panamericanos de Toronto 2015.

## Trayectoria

### Como representante de Cuba
Roque comenzó a participar en competencias en su país natal en 2006. Su primer Campeonato Mundial de Halterofilia fue en 2009, en la ciudad de Goyang, Corea del Sur, terminando en el sexto escaño. Participó en el Campeonato Mundial de Halterofilia en 2010, celebrado en Antalya, Turquía, donde registró el séptimo lugar; y en 2011 acudió al Campeonato Mundial de Halterofilia celebrado en París, Francia, donde terminó en el sitio 31.
Roque participó también en los Campeonatos Panamericanos de Halterofilia en Chicago, Estados Unidos, en 2009; y en la ciudad de Guatemala, Guatemala, en 2010. En ambos certámenes obtuvo el segundo lugar.
Representó a Cuba en los Juegos Panamericanos de Guadalajara 2011, donde logró el cuarto lugar en la especialidad.

### Como representante de México
Después de participar en los Panamericanos de 2011, Roque Mendoza renunció al equipo cubano y se naturalizó mexicano. El atleta había contemplado el retiro, pero su esposa, la pesista mexicana Carolina Valencia, lo persuadió de seguir compitiendo, ahora bajo el equipo mexicano.
En 2015, Roque acudió a los Juegos Panamericanos de Toronto, donde consiguió la medalla de plata en la categoría de -69 kilogramos, al levantar 317 kg (137 kg de arranque y 180 kg de envión). Ese mismo año, participó en el Campeonato Mundial de Halterofilia en Houston, Texas, Estados Unidos, donde culminó en el séptimo puesto.
En 2016, Roque compitió en el Campeonato Panamericano de Halterofilia en Cartagena de Indias, Colombia, donde obtuvo tres medallas de oro e impuso un récord panamericano en envión (188 kilos). En dicha competencia, el pesista obtuvo su clasificación a los Juegos Olímpicos de Río de Janeiro 2016.
En los Juegos Olímpicos de Río, Roque quedó en el quinto sitio de la competencia al levantar un total de 326 kg. pero por descalificación de Izzat Artykov con un alcalino venenoso subió a la cuarta posición.    Protagonizó una polémica al competir con un uniforme distinto al que le entregó la delegación mexicana, aduciendo que la indumentaria oficial no era de la talla correcta.